# Adrian Zandberg

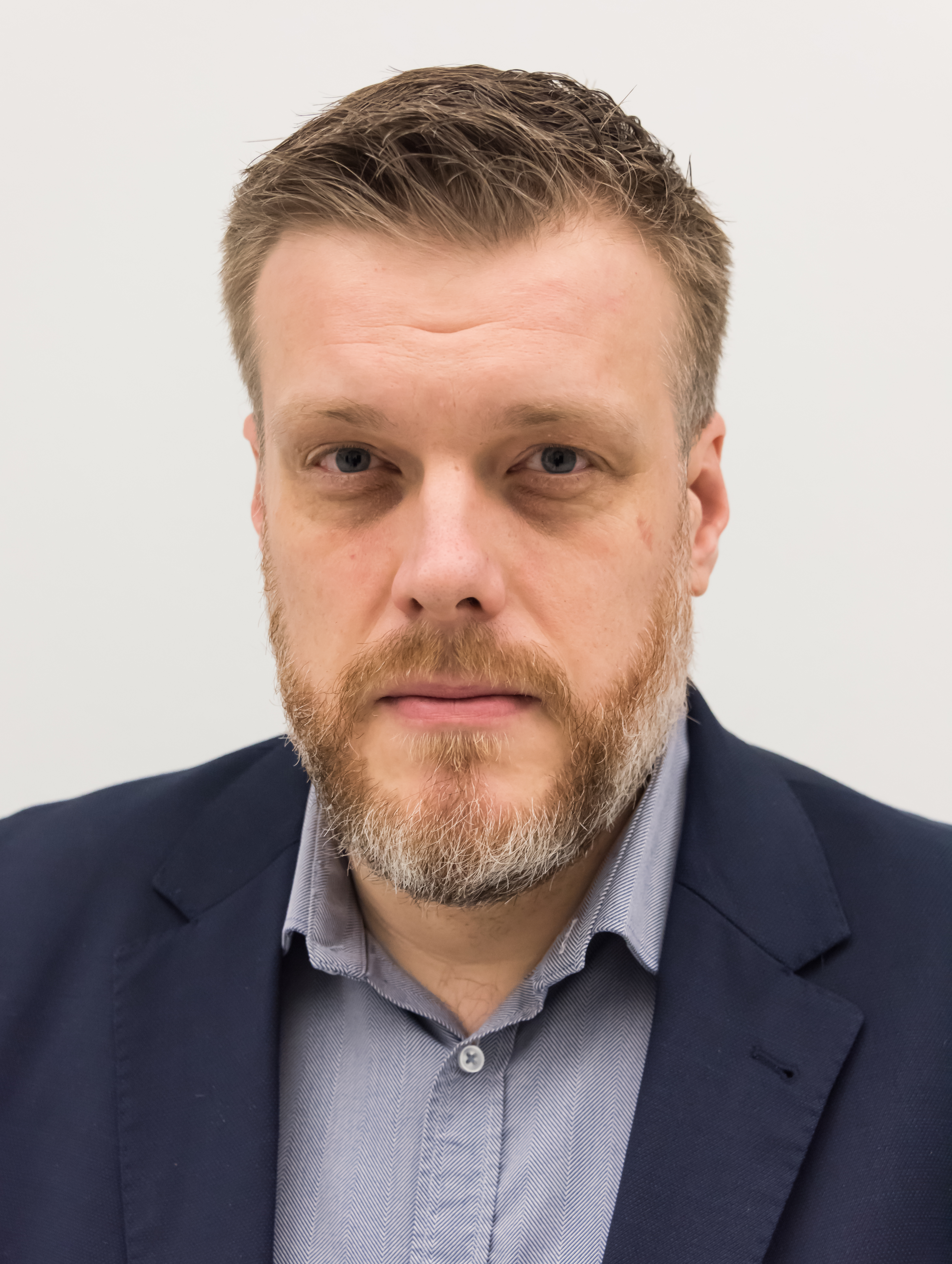
Adrian Zandberg (2020)

Adrian Tadeusz Zandberg (* 4. Dezember 1979 in Aalborg (Dänemark)) ist ein polnischer Politiker. Er ist Vorstandsmitglied der linksgerichteten Partei Razem („Gemeinsam“). Bei der Parlamentswahl in Polen 2019 wurde er als Abgeordneter des Sejm gewählt.

## Leben
Zandbergs Eltern wanderten 1967 aus Polen nach Dänemark aus, wo Zandberg geboren wurde. 1985 kehrte er mit seinen Eltern nach Polen zurück. Nach dem Studium der Geschichtswissenschaft an der Universität Warschau wurde er mit einer Dissertation über die britische und deutsche sozialdemokratische Linke promoviert. Beruflich ist er heute an der Polnisch-Japanischen Akademie für Informationstechnologie als Dozent und daneben freiberuflich als Programmierer tätig.

## Politisches Engagement vor 2015
Bereits während des Studiums engagierte sich Zandberg politisch. Im Präsidentschaftswahlkampf 2000 arbeitete er im Wahlkampfteam des Kandidaten Piotr Ikonowicz (Polnische Sozialistische Partei, PPS), der 0,22 % erzielte. 2001 war er an der Gründung des Internetportals lewica.pl beteiligt, das er verließ, da es sich seiner Auffassung zu „pro-russisch“ entwickelte. Zusammen mit dem früheren Bürgerrechtler Jacek Kuroń (1934–2004) veröffentlichte Zandberg am 14. November 2001 in der größten polnischen Tageszeitung Gazeta Wyborcza einen Artikel über die soziale Gerechtigkeit im sich entwickelndem Polen. 2004 verfasste er mit Kuroń einen offenen Brief, den er während einer Gegenveranstaltung zum Europäischen Wirtschaftsforum in Warschau veröffentlichte.
Zandberg wurde zum Vorsitzenden der Jugendorganisation der sozialdemokratischen Partei Unia Pracy (Forum Młodych Unii Pracy, FMUP) gewählt und war Mitglied im UP-Exekutivausschuss. Er verließ die UP 2005 mit anderen führenden Mitgliedern, u. a. der Vorsitzenden Izabela Jaruga-Nowacka, nachdem sich abzeichnete, dass diese sich dauerhaft als Juniorpartner an die postkommunistische Partei SLD um den ehemaligen Ministerpräsidenten Leszek Miller binden würde, dessen Politik Zandberg wegen der Einführung einer Flat Tax bereits 2003 als neoliberal kritisiert hatte. Als Vorsitzender der FMUP scheiterte Zandberg jedoch mit dem Versuch, diese von der UP zu lösen und in Młodzi Socjaliści („Junge Sozialisten“) umzubenennen. Daraufhin trat er zusammen mit den meisten Vorstandsmitgliedern auch aus dem FMUP aus und gründete die Młodzi Socjaliści als parteiunabhängige Jugendorganisation. 2009 trat eine Gruppe um Zandberg im Wahlkreis Białystok unter dem Namen PPS bei der Europawahl an. Danach engagierte er zeitweise für die polnischen Grünen, ohne jedoch formal der Partei anzugehören.

## Seit Gründung der ParteiRazem2015

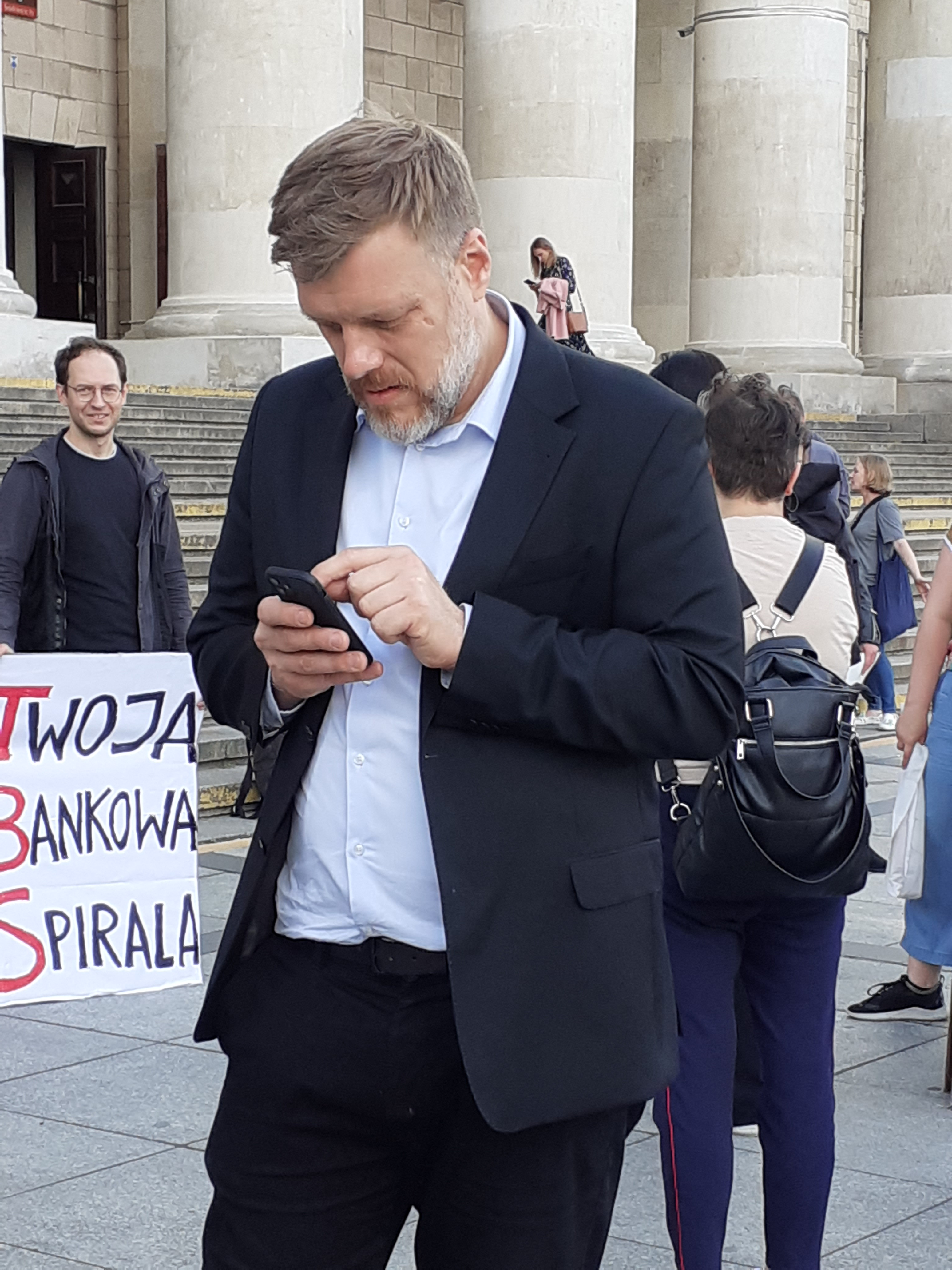
Adrian Zandberg im Jahr 2023

Einer breiteren Öffentlichkeit blieb Zandberg weitgehend unbekannt. Dies änderte sich 2015, als er mit zwei weiteren ehemaligen Mitgliedern der Młodzi Socjaliści und der Grünen (Marcelina Zawisza und Maciej Konieczny) die Partei Razem („gemeinsam“) gründete, die zu den Parlamentswahlen am 25. Oktober 2015 antrat. Er übernahm für diese die Aktivitäten in den sozialen Netzwerken, gestaltete ihre Internetseite und wurde in den neunköpfigen Vorstand gewählt.
Am 20. Oktober 2015 trat er in einer Fernsehdebatte mit den Vorsitzenden von acht bei den Parlamentswahlen antretenden Parteien auf. Als einziger Teilnehmer plädierte Zandberg für eine bedingungslose Aufnahme syrischer Kriegsflüchtlinge. Obwohl er die kleinste vertretene Partei repräsentierte, der wenig Erfolgsaussichten zugetraut wurden, machten die Medien ihn als Gewinner dieser Diskussion aus. Bei der Wahl erzielte seine Partei 3,62 % (statt der zuvor nach Meinungsumfragen erwarteten ca. 1 %) einen überraschenden Erfolg, den die Medien allgemein Zandbergs Auftritt in der Fernsehdebatte zuschrieben. Das Wahlergebnis reichte aber nicht, um die für Einzelparteien geltende 5%-Hürde zu überspringen. Da der Stimmenzuwachs zudem auf Kosten des konkurrierenden Parteienbündnisses Vereinigte Linke (u. a. bestehend aus SLD, PPS, Grünen und Twój Ruch) erfolgte und dieses mit 7,55 % an der für Parteienbündnisse geltenden 8-%-Hürde scheiterte, zog überhaupt keine linke Partei in den Sejm ein, was Teile der linksliberalen Presse Zandberg zur Last legten.
Zandberg stand bei den Sejm-Wahlen 2015 auf dem ersten Listenplatz im Wahlkreis Warschau. Er erhielt 49.711 Stimmen d. h. 4,5 % aller abgegebenen Stimmen.
Bei den Parlamentswahlen am 13. Oktober 2019 wurde er mit 140 898 Wählerstimmen zum Sejm-Abgeordneten der 9. Legislaturperiode gewählt. 2023 zog er erneut in den Sejm ein.
Im Januar 2025 gab er bekannt, bei der Präsidentschaftswahl anzutreten, obwohl die Linke mit Magdalena Biejat bereits eine Kandidatin aufgestellt hatte. Zwischen der Sammlung und Razem als Faktion gab es bereits 2024 Spannungen, im Herbst verließ Razem die Fraktionsgemeinschaft der Linken. Bei der Wahl erreichte Zandberg 4,84 % der Stimmen und gab keine Wahlempfehlung für die Stichwahl ab.

## Privatleben
Während des Studiums war er gemeinsam mit Barbara Nowacka im FMUP aktiv, gründete mit ihr die Młodzi Socjaliści (Junge Sozialisten) und war vier Jahre mit ihr liiert.
Zandberg ist verheiratet mit Barbara Audycka, einer promovierten Soziologin und Pressesprecherin von Habitat for Humanity Poland, und Vater zweier Kinder.

## Trivia
Paweł Kukiz, ein Rockmusiker, der bei der Wahl mit der eigenen Liste Kukiz’15 antrat, kritisierte Zandberg wegen eines mit dem Konterfei von Karl Marx bedruckten T-Shirts, das dieser mehrere Jahre zuvor auf einer Veranstaltung in Schweden getragen hatte.

## Schriften (deutschsprachig)
- „In Vorbereitung der neuen Welt“. Polnische Prohibitionisten, die frühe Internationale Temperenzbewegung und Prozesse des Transfers. In: Steffi Marung & Katja Naumann (Hrsg.): Vergessene Vielfalt. Territorialität und Internationalisierung in Ostmitteleuropa seit der Mitte des 19. Jahrhunderts. Vandenhoeck & Ruprecht, Göttingen 2014, ISBN 978-3-525-30166-1, S. 221–239.